# 1904 en Ontario
Chronologie de l'Ontario
- 1900
- 1901
- 1902
- 1903
- 1904
- 1905
- 1906
- 1907
- 1908

Cette page concerne des événements d'actualité qui se sont produits durant l'année 1904 dans la province canadienne de l'Ontario.

## Politique
- Premier ministre : George William Ross (Parti libéral)
- Chef de l'Opposition: James Whitney (Parti conservateur).
- Lieutenant-gouverneur: William Mortimer Clark (en)
- Législature: 10e (en)

## Événements
- Henry Ford ouvre une manufacture d'automobile à Windsor (Ontario) qui porte le nom de Compagnie Ford du Canada.

### Avril
- 19 avril : Un grand incendie de Toronto détruit une grande partie du centre-ville de cette ville, mais par chance il y aucun mort, ni blessé.

## Naissances
- 14 janvier : Walter Edward Harris, député fédéral de Grey—Bruce (1940-1957) et Ministre des Finances du Canada († 10 janvier 1999).
- 17 janvier : Pegi Nicol MacLeod (en), peintre († 12 février 1949).
- 6 mars : Farquhar Oliver, chef du Parti libéral de l'Ontario († 22 janvier 1989).
- 1er mai : Wally Downer (en), député provincial de Dufferin—Simcoe (1937-1975) et président de l'Assemblée législative de l'Ontario (1955-1960) († 3 août 1994).
- 26 juin : Frank Scott Hogg, astrophysicien († 1er janvier 1951).
- 15 août : George Klein (en), inventeur († 4 novembre 1992).
- 14 septembre : Francis Amyot, céiste († 21 novembre 1962).
- 29 décembre : Léoda Gauthier (en), député fédéral de Nipissing (1945-1949), Sudbury (1949-1953) et Nickel Belt (1953-1958) († 17 janvier 1964).

## Décès
- 9 février : Erastus Wiman (en), journaliste et homme d'affaires (° 21 avril 1934).
- 8 août : James Cox Aikins, sénateur et lieutenant-gouverneur du Manitoba (° 30 mars 1823).
- 26 septembre : John Fitzwilliam Stairs (en), entrepreneur et homme d'état (° 19 janvier 1848).